# ند بلاک
ند بلاک (به انگلیسی: Ned Block) متولد ۱۹۴۲ در شیکاگو، یک فیلسوف اهل ایالات متحده آمریکا‌ست که بر روی فلسفه ذهن کار می‌کند. وی کمک‌های مهمی به درک آگاهی و فلسفه علوم شناختی کرده‌است. او از سال ۱۹۹۶ استاد فلسفه و روانشناسی در دانشگاه نیویورک بوده‌است.

## تحصیلات و شغل
بلاک دکترای خود را در سال ۱۹۷۱ از دانشگاه هاروارد تحت مدیریت هیلاری پاتنام دریافت کرد. او به عنوان استادیار فلسفه (۱۹۷۱–۱۹۷۷) به مؤسسه فناوری ماساچوست پیوست و سپس به عنوان دانشیار فلسفه (۱۹۸۳–۱۹۷۷)، استاد فلسفه (۱۹۸۳–۱۹۹۶) و به عنوان رئیس گروه فلسفه خدمت کرد. بخش (۱۹۹۵–۱۹۸۳). او از سال ۱۹۹۶ استاد دپارتمان‌های فلسفه و روانشناسی در دانشگاه نیویورک بوده‌است.

## کار فلسفی
بلاک به دلیل ارائه استدلال Blockhead در برابر آزمون تورینگ به عنوان یک آزمون هوش در مقاله‌ای با عنوان «روانشناسی و رفتارگرایی» (۱۹۸۱) مورد توجه قرار گرفته‌است. او همچنین به دلیل انتقاد از کارکردگرایی شناخته شده‌است و استدلال می‌کند که سیستمی با حالات کارکردی مشابه یک انسان لزوماً آگاه نیست. او در کار اخیر خود در مورد آگاهی، بین هوشیاری پدیداری و آگاهی دسترسی تمایز قائل شده‌است، که در آن آگاهی پدیداری شامل تجربه و احساسات ذهنی است و آگاهی دسترسی شامل اطلاعاتی است که در سطح جهانی در سیستم شناختی برای اهداف استدلال، گفتار و در دسترس است. او استدلال کرده‌است که آگاهی دسترسی و آگاهی پدیدار ممکن است همیشه در انسان منطبق نباشد.